# Lac Attabad
Le lac Attabad (ou lac Gojal) est un lac situé au bord de la rivière Hunza dans le nord du Pakistan, dans la région du Gilgit-Baltistan. Il s'est formé le 4 janvier 2010 à la suite d'un glissement de terrain qui a tué 20 personnes et en a déplacé 6 000. Le lac est alors devenu un site touristique pour sa couleur bleue unique et sa toile de fond de montagnes magnifiques.